# Autovía A-92

Señal de confirmación de la autovía A-92 (tramos entre el enlace de Tabernas y Sevilla)

Hitos kilométricos de la autovía A-92

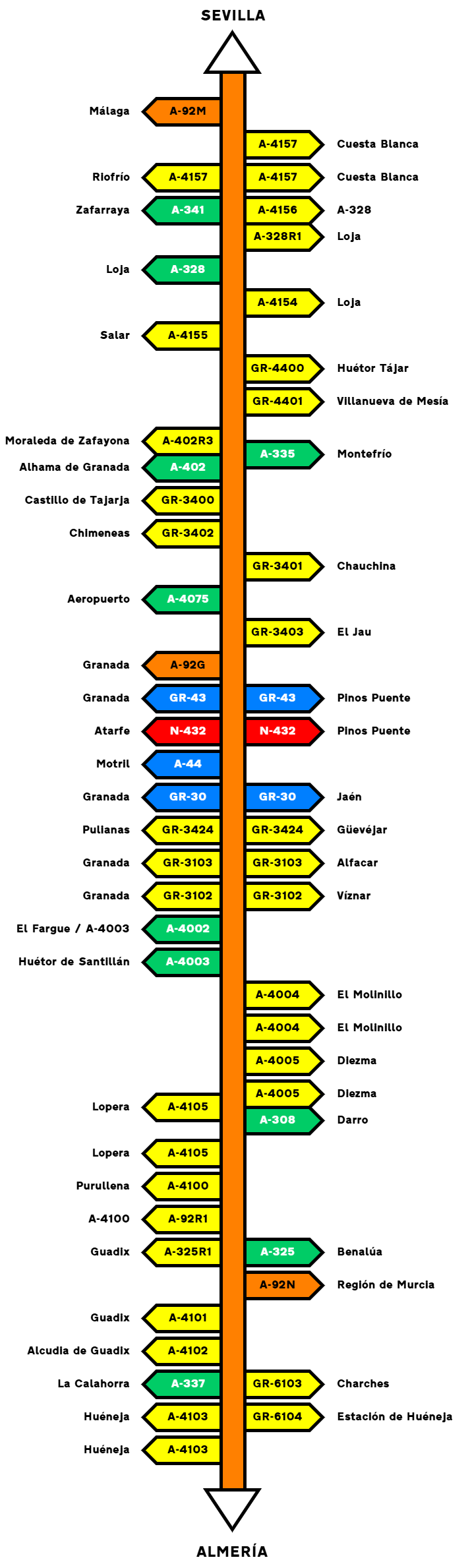
Itinerario de la A-92 en la provincia de Granada.

La A-92 es una autovía autonómica andaluza (la mayoría parte) y autovía estatal (en el tramo final) que comunica las ciudades españolas de Sevilla y Almería pasando por Antequera, Granada y Guadix, en Andalucía. El tramo Sevilla-Tabernas pertenece a la Red Básica Estructurante del Catálogo de Carreteras de la Junta de Andalucía catalogada como De Sevilla a Almería por Granada con 375,58 kilómetros de longitud y el tramo Tabernas-Viator pertenece a la Red de Carreteras del Estado catalogada como Autovía de Tabernas con 17,79 kilómetros de longitud.
Tiene los siguientes ramales: la A-92, del kilómetro 376 (Tabernas) hasta la A-7 (Viator) es titularidad del Gobierno Estatal (Ministerio de Transportes y Movilidad Sostenible); la A-92M (antigua A-359), que comunica la estación de Salinas con Villanueva de Cauche; la A-92G (antigua A-329), que comunica Santa Fe con Granada; y la A-92N, que comunica Guadix (Granada) con Puerto Lumbreras, en la Región de Murcia, donde enlaza con la A-7 (este ramal, en su tramo murciano, es conocido como A-91).
Constituye un gran eje de comunicación longitudinal este-oeste que fue diseñado para complementar la estructura radial centrada en Madrid de la Red de Carreteras del Estado. Atraviesa las provincias de Sevilla, Málaga, Granada y Almería, y se trata de la autovía autonómica más larga de España. Es vital para las comunicaciones terrestres entre dichas provincias, para canalizar el tráfico del centro de la península hacia Málaga o Almería, además del tráfico terrestre de Andalucía con el Levante.
Comienza en la circunvalación de Sevilla (SE-30), sigue en dirección sureste hasta Antequera (Málaga), donde enlaza con la A-45, y sigue en dirección este hacia Granada. En la Estación de Salinas, junto al límite provincial con Granada, enlaza con la A-92M, sigue por el surco Intrabético, en Santa Fe enlaza con la A-92G, circunvala la ciudad de Granada por el norte, donde enlaza con la A-44 por la Segunda circunvalación de Granada y la GR-30, atraviesa los puertos de la Mora (1390 metros) y del Molinillo (1300 metros) para descender hacia Guadix, enlaza con la A-92N y se desvía hacia el sureste hasta finalizar en el enlace con la A-7 en Viator, junto a Almería.

## Historia y desarrollo
Fue proyectada con motivo de la Exposición Universal de 1992 en Sevilla, de ahí su denominación A-92. Se aprovechó en la medida de lo posible el trazado de las carreteras nacionales N-334, N-342, N-324 y N-340, desdoblándolas, así como realizando las obras necesarias para evitar cruces a nivel y las circunvalaciones de las poblaciones por las que transcurre. 
Para empezar, antes del proyecto para la Exposición Universal de 1992 en Sevilla, el primer tramo del desdoblamiento de la antigua carretera N-334 entre Sevilla y Alcalá de Guadaíra fue iniciado por el plan REDIA en 1967 y no hasta el año 1971 iniciaron las obras del desdoblamiento que va incluyendo el nuevo acceso a Mercasa (actual Mercasevilla) y el desdoblamiento de la Avenida de Andalucía. Fue puesto en servicio en 1974 con 2 carriles por cada sentido y el enlace a la antigua Ronda Exterior de Sevilla (actual SE-30). Antiguamente era conocida como Autopista Sevilla-Málaga, más adelante, pasaron a ser Acceso Este a Sevilla.
El recorrido inicialmente planeado en octubre de 1986 fue entre Alcalá de Guadaíra y Baza, pasando por Antequera y Granada, con las obras del segundo tramo del desdoblamiento entre Alcalá de Guadaíra y Arahal, un año antes de iniciarse las obras, empezaron a mejorar el firme de la antigua carretera N-334 en noviembre de 1985. Inaugurado en 1992, con un año de retraso sobre la previsión, se continuó con la ampliación hasta enlazar con la A-7 en Puerto Lumbreras, en Murcia. Esta se hizo realidad en junio de 1997.
Con antelación, en 1995, un conjunto de empresarios y políticos de la provincia de Almería, la Mesa de las Infraestructuras, solicitó a la Junta de Andalucía la construcción de un ramal de la autovía que comunicara Guadix con la capital almeriense, garantizando la comunicación de la provincia con Andalucía Occidental. Este se hizo realidad en 2002, y pasó a ser parte del trazado principal de la autovía. Fue construido por el gobierno autonómico, a excepción de la duplicación de 15 kilómetros de la carretera estatal N-340 entre Tabernas y Viator, financiada por el gobierno central de José María Aznar, que no se responsabilizó del tramo restante hasta Almería.
En origen seguía, desde Guadix, el trazado de la actual A-92N y A-91 hasta Puerto Lumbreras, pero tras la finalización de la autovía entre Guadix y Almería, se produjo un cambio en las denominaciones, quedando el tramo antiguo como A-92N/A-91 y el nuevo como A-92.
Y si estaba proyectada para acabar en 1992, fue todo un fracaso, pues fue abierta en su totalidad en noviembre de 2002. Estaba pendiente de construir el acceso norte a Almería desde Viator, donde acaba la autovía. La Junta de Andalucía deberá hacerse cargo de este, después de que el gobierno central no se responsabilizara. Durante el gobierno de José Luis Rodríguez Zapatero no avanzó nada en la construcción del acceso a Almería, luego de que el Ministerio de Transportes y Movilidad Sostenible reordenara el enlace final de la A-92 con la A-7 con un trazado incompatible con el proyectado por la Junta.
Se había aprobado el proyecto de la remodelación de la A-92 con la A-7, en noviembre de 2020, con el presupuesto de unos 37,04 millones de euros. Posteriormente había anunciado el proyecto para licitar las obras, en diciembre de 2021, ha sido adjudicado las obras en junio de 2022 y finalmente ha sido formalizado las obras en agosto de 2022. Las obras iniciaron en septiembre de 2022 y en la actualidad avanzan las obras para estar previsto la finalización en 2025.

### Desperfectos e incidencias en el firme
Los últimos tramos tuvieron que ser cerrados en varias ocasiones debido a los desprendimientos causados por las lluvias invernales. Esto se debe a que, para abaratar y agilizar su construcción, la autovía fue pavimentada con una capa de asfalto de 12 centímetros de espesor, en lugar de los 25 centímetros habituales. Una práctica que abarató su construcción, pero que ha costado millones en reparaciones posteriores.
También en la zona de la salida hacia Darro hay obras frecuentemente debido al pésimo estado del firme. La Junta de Andalucía negó acusaciones que apuntaban a que el dinero proyectado para el campeonato del mundo de esquí de 1996, celebrado en Sierra Nevada con un año de retraso, fuese empleado en reparar los desperfectos de la A-92 causados por una capa de asfalto deficiente.

### Caso Ollero
Fue un presunto caso de corrupción política por el cobro de comisiones ilegales por parte de Manuel Ollero Marín, director general de Carreteras de la Junta de Andalucía en 1992, por las adjudicaciones de la A-92 a su paso por la provincia de Málaga. En 2006 todos los imputados por el caso fueron absueltos.

## Itinerario de la A-92

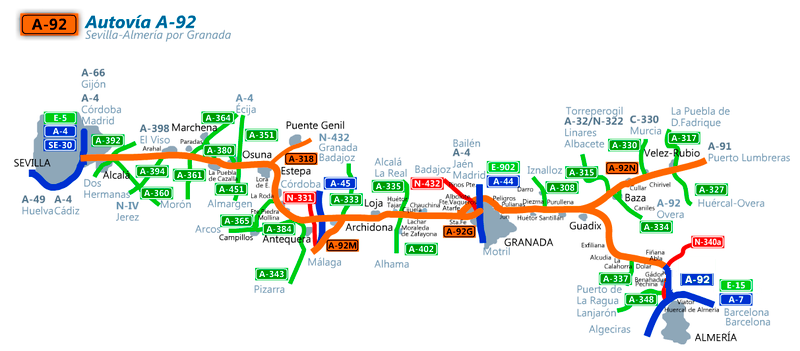

## Tramos
| Denominación | Tramo | Kilómetros        | Año servicio |
| ------------ | --- | ----------------- | --- |
| A-92         | Sevilla (Este) SE-30 - Alcalá de Guadaíra (Sureste) A-360 Tramo original Remodelación Nudo de la SE-30 Nudo de la SE-40 (sentido Norte) Nudo de la SE-40 (sentido Sur) Tramo ampliado: Sevilla (Este) SE-30 - Alcalá de Guadaíra (Norte) A-398 Variante original de Alcalá de Guadaíra (Noroeste SE-40 -Sureste A-360 ) Nueva variante Este de Alcalá de Guadaíra (Nordeste-Sureste A-360 ) | 13,7 - 11,4 6,4 3 | 2 carriles por sentido: 1974 1990 2011 2013 3 carriles por sentido: 1992 1 carril por sentido: 1958 2 carriles por sentido: 1990 |
| A-92         | Alcalá de Guadaíra (Sureste) A-360 - Arahal (Este) Tramo original Variante original de Arahal (Arahal Oeste A-394 -Arahal Este) | 28 5              | 2 carriles por sentido: 1988 1 carril por sentido: 1986                                                                          |
| A-92         | Arahal (Este) - Estepa (Oeste) Tramo original Variante original de Osuna (Osuna Oeste-Osuna Este) Variante original de Aguadulce (Aguadulce Oeste-Aguadulce Este) | 60,3 5 3,6        | 2 carriles por sentido: 1989 1 carril por sentido: 1986 1 carril por sentido: 1988                                               |
| A-92         | Estepa (Oeste) - Límite provincial Sevilla/Málaga | 25                | 1990 |
| A-92         | Límite provincial Sevilla/Málaga - Fuente de Piedra (Oeste) | 4                 | 1990 |
| A-92         | Fuente de Piedra (Oeste) - Archidona (Oeste) Tramo original Nudo de la A-45 (sentido Norte) Nudo de la A-45 (sentido Sur) | 32 - -            | 1990 2008 1992 |
| A-92         | Variante de Archidona Tramo: Archidona (Oeste) - Estación de Salinas A-92M | 14                | 1990 |
| A-92         | Estación de Salinas A-92M - Riofrío (Loja (Oeste)) | 9,6               | 1989 |
| A-92         | Variante de Loja | 9                 | 1990 |
| A-92         | Loja (Este) - Huétor Tájar (Oeste) | 6,9               | ¿1989? 2001 (remodelación) |
| A-92         | Variante Huétor Tájar | 2,5               | 1989 2001 (remodelación) |
| A-92         | Huétor Tájar (Este) - Loreto | 7,8               | 1989 |
| A-92         | Loreto - Láchar (Oeste) | 9,5               | 1989 |
| A-92         | Variante de Láchar | 3,6               | 1989 |
| A-92         | Láchar (Este) - Santa Fe (aeropuerto) | 5,7               | ¿1990? |
| A-92         | Santa Fe (aeropuerto) - Puerto de la Mora | 29,2              | 1992 (parcial) 1992 (completa)                                                                                                   |
| A-92         | Puerto de la Mora - Venta del Molinillo (Oeste) | 5,1               | ¿1991? |
| A-92         | Variante de Venta del Molinillo | 5,1               | 1992 |
| A-92         | Venta del Molinillo (Este) - Purullena (Oeste) | 18,6              | ¿1991? |
| A-92         | Variante de Purullena y Guadix (Norte) (Tramo Purullena (Oeste) - Guadix (Este)) | 8,4               | 1991 |
| A-92         | Variante de Guadix (Sur) (Tramo Guadix (Este) - Alcudia de Guadix) | 13                | 1999 |
| A-92         | Alcudia de Guadix - Huéneja | 18                | 2000 |
| A-92         | Huéneja - Abrucena | 14,5              | 2002 |
| A-92         | Abrucena - Nacimiento | 11,5              | 2002 |
| A-92         | Nacimiento - Tabernas | 24                | 2002 |
| A-92         | Tabernas - Rioja (tramo estatal) | 6,8               | 2001 |
| A-92         | Rioja - Viator (tramo estatal) | 10,9              | 2002 |

## Salidas
| Estación de servicio BP Alcalá de Guadaíra |

| Estación de servicio Galp Alcalá de Guadaíra-Bansur |

| Estación de servicio Shell La Liebre |

| Estación de servicio NovaOil Alcalá de Guadaíra |

| Estación de servicio NovaOil Zacatín |

| Estación de servicio BALLENOIL Alcalá de Guadaíra |

| Estación de servicio PETROPRIX Alcalá de Guadaíra |

| Estación de servicio Moeve Montecarmelo |

| Estación de servicio BP YH OIL Alcalá de Guadaíra |

| Estación de servicio BP YH OIL Alcalá de Guadaíra |

| Estación de servicio REPSOL Arahal II |

| Estación de servicio REPSOL Arahal |

| Estación de servicio BP Arahal |

| Estación de servicio Shell Marchena |

| estación de servicio Estación de servicio REPSOL Reysan |

| estación de servicio Estación de servicio REPSOL Reysan |

| Estación de servicio REPSOL Las Vegas |

| Estación de servicio REPSOL Las Vegas |

| Estación de servicio Shell Osuna |

| Estación de servicio REPSOL Moreno Borrego |

| Estación de servicio REPSOL Moreno Borrego |

| Estación de servicio Moeve Montecarmelo |

| Estación de servicio Moeve El Marques |

| Estación de servicio REPSOL Estepa Margen Derecho |

| Estación de servicio REPSOL Estepa Margen Izquierdo |

| Estación de servicio Shell Estepa |

| Estación de servicio Shell Estepa |

| Estación de servicio Agla Hermanos Cortés Rubio |

| Estación de servicio Agla Hermanos Cortés Rubio |

| Estación de servicio Moeve Los Almendros I |

| Estación de servicio Moeve Los Almendros II |

| Estación de servicio Shell Mollina |

| Estación de servicio Shell Mollina |

| Estación de servicio REPSOL La Peña |

| Estación de servicio REPSOL La Peña |

| Estación de servicio Moeve La Palma |

| Estación de servicio Moeve La Palma |

| Estación de servicio FUELING Loja |

| Estación de servicio FUELING Loja |

| estación de servicio Estación de servicio REPSOL Loreto |

| Estación de servicio REPSOL Moraleda |

| Estación de servicio REPSOL Paraiso |

| Estación de servicio REPSOL Paraiso Estación Norte |

| Estación de servicio REPSOL El Olivar |

| Estación de servicio REPSOL El Olivar |

| Estación de servicio Valcarce Láchar |

| Estación de servicio Valcarce Láchar |

| Estación de servicio Oilgas Cijuela |

| Estación de servicio BP El Molino |

| Estación de servicio BP Chauchina |

| Estación de servicio BP Chauchina |

| Estación de servicio Galp Albolote |

| Estación de servicio Galp Albolote |

| Estación de servicio BP Alfacar |

| Estación de servicio BP Alfacar |

| Estación de servicio REPSOL Contreras Unica |

| Estación de servicio REPSOL Contreras Unica |

| Estación de servicio Shell Cerillo de San Marcos |

| Estación de servicio REPSOL Indalica Copec |

| Estación de servicio REPSOL Indalica Copec |

| Estación de servicio Moeve Caro |

| estación de servicio Estación de servicio Carburantes A-92 |

| Estación de servicio Moeve Caro |

| estación de servicio Estación de servicio Carburantes A-92 |

| Estación de servicio BP Río Fardes |

| Estación de servicio BP Río Fardes |

| Estación de servicio BP Guadix Sur |

| Estación de servicio BP Guadix Norte |

| Estación de servicio REPSOL Blazquez y Tarrago |

| Estación de servicio REPSOL Blazquez y Tarrago |

| Estación de servicio BP Cruce de Dólar |

| Estación de servicio BP Cruce de Dólar |

| Estación de servicio REPSOL Antonio Hidalgo Porcel |

| Estación de servicio REPSOL Huéneja |

| Estación de servicio Moeve Xiquena |

| Estación de servicio Moeve Xiquena |

| Estación de servicio REPSOL Carburantes Rmotor |

| Estación de servicio REPSOL Carburantes Rmotor |

| Estación de servicio BP Gergal |

| Estación de servicio BP Gergal |

| Estación de servicio REPSOL Pica |

| Estación de servicio REPSOL Pica |

| Estación de servicio REPSOL Santiago Garcia Trading |

| Estación de servicio REPSOL Santiago Garcia Trading |

## Galería de imágenes

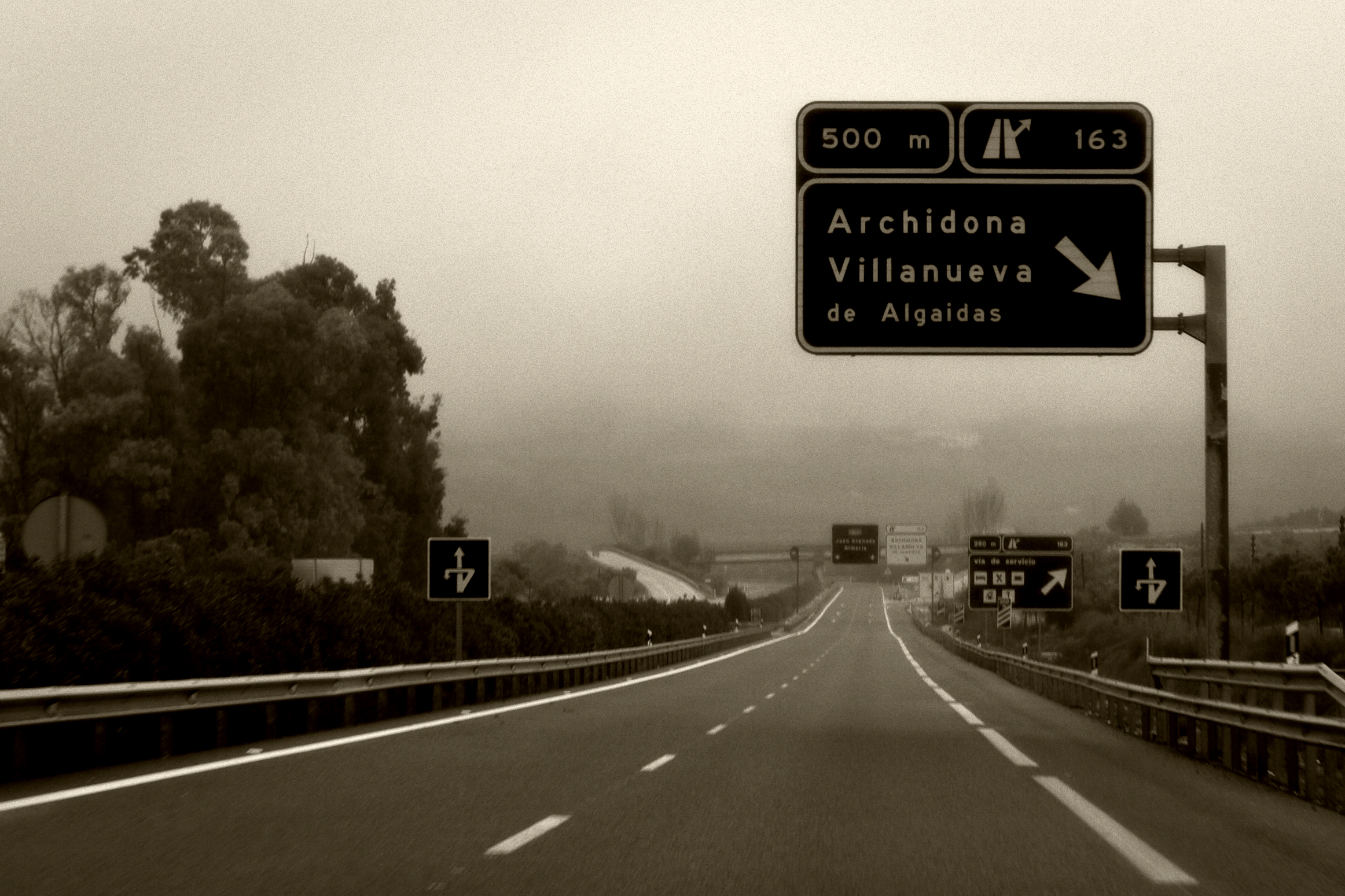
A-92 a su paso por Archidona.
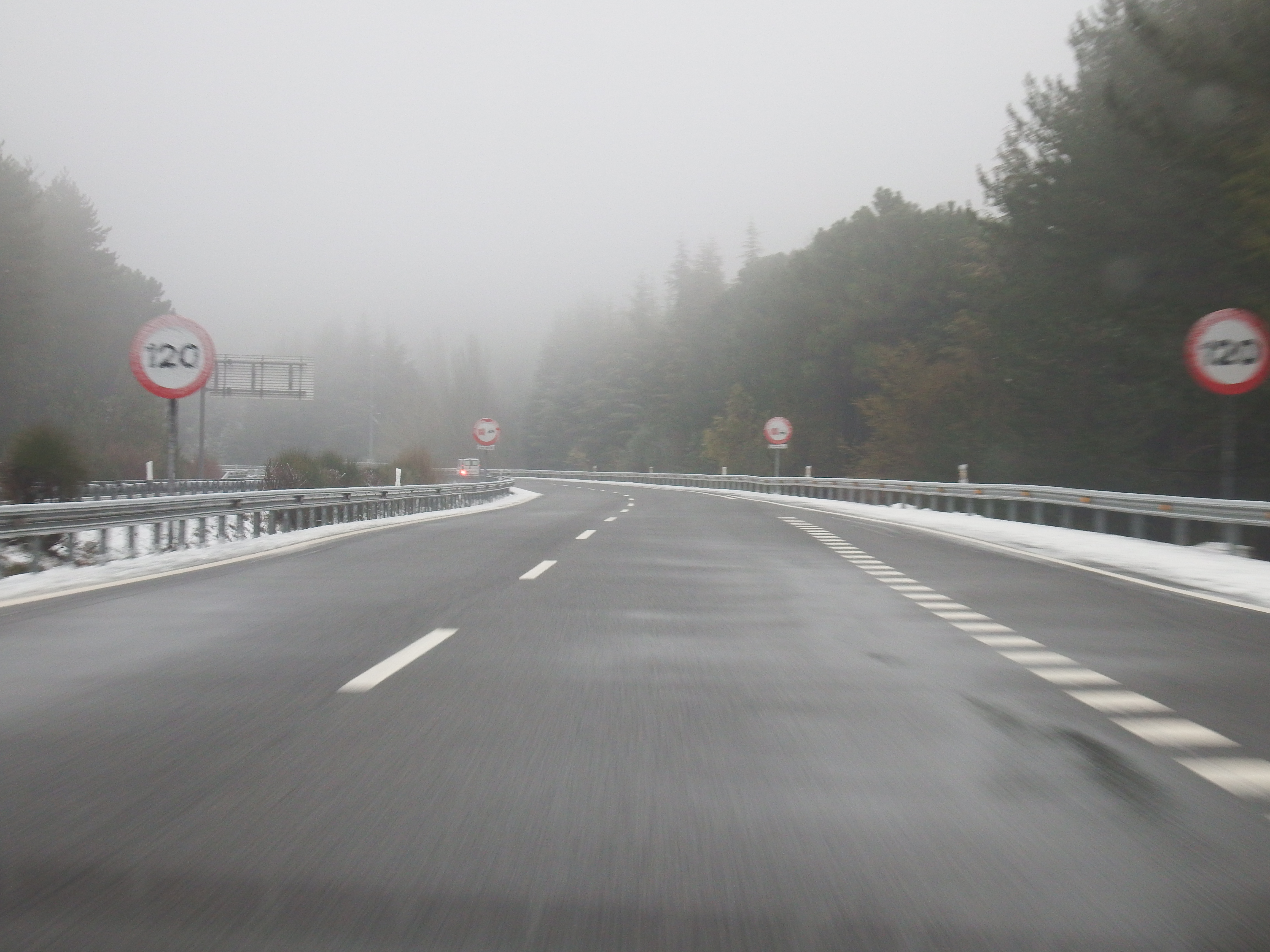
A-92 por el puerto de la Mora, en Huétor Santillán.
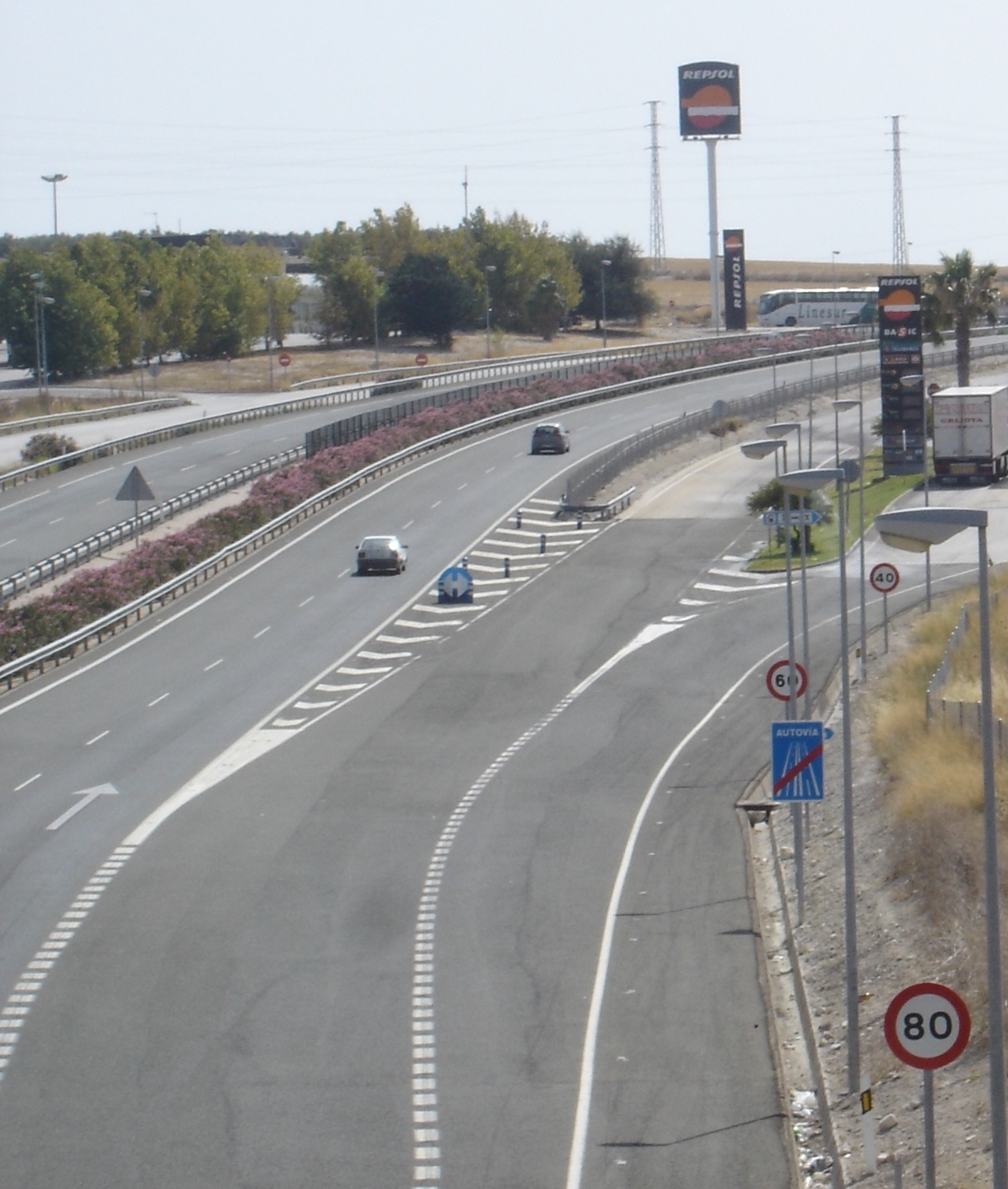
A-92 a su paso por Estepa.
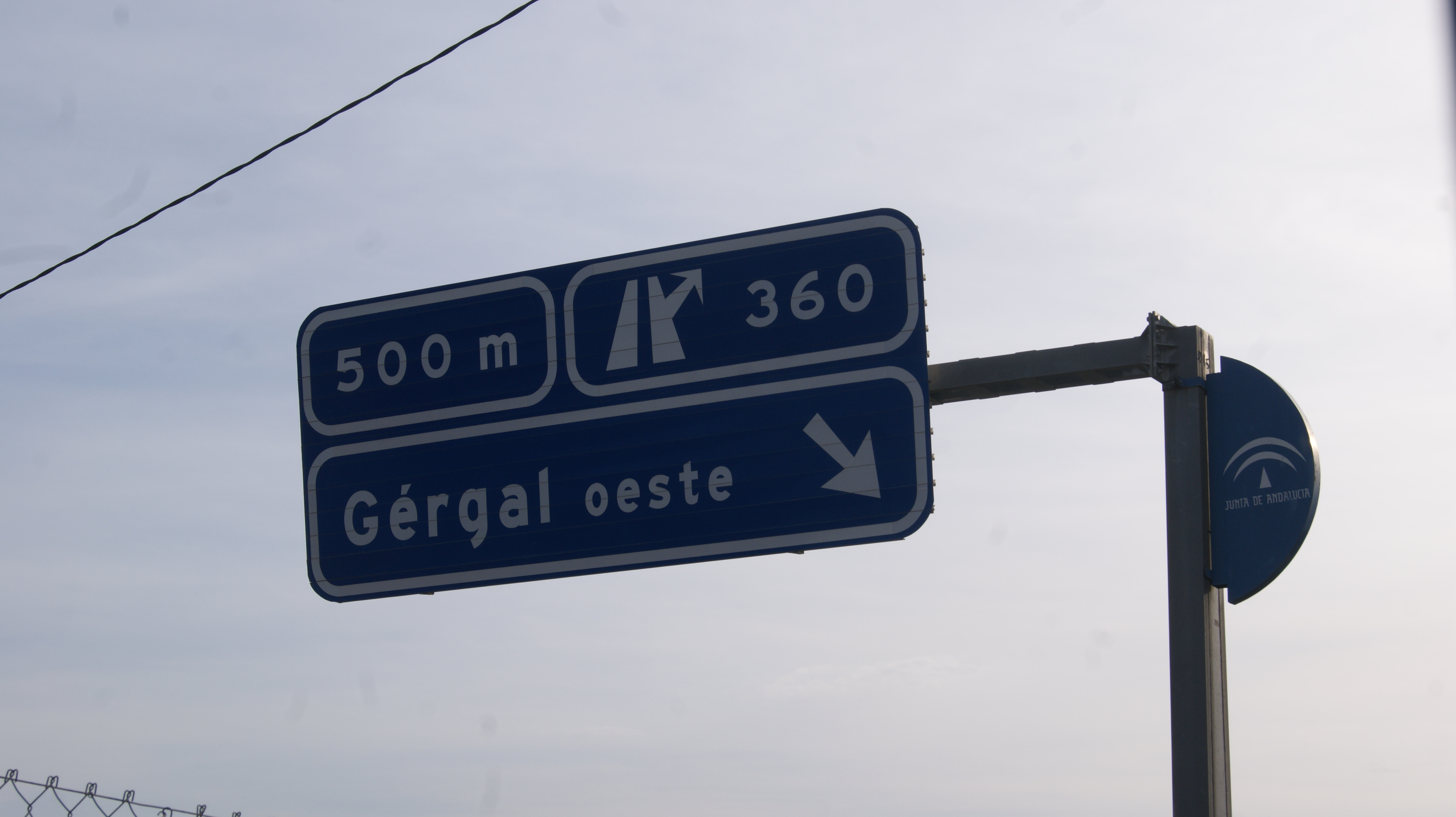
Enlace 360 de la A-92 en Gérgal.